# スティーブン・ポージェス
スティーブン・W・ポージェス（Stephen_Porges、1945年生まれ）は、アメリカ合衆国の心理学者、神経科学者。
ノースカロライナ大学チャペルヒル校精神医学教授。インディアナ大学ブルーミントンのキンゼイ研究所トラウマティック・ストレス研究コンソーシアム所長。
以前はイリノイ大学シカゴ校の教授で、医学部の脳身体センター所長、メリーランド大学教授を務めた。
彼は1994年にポリヴェーガル理論を提唱したが、まだ証明されてはいない。この理論は一部の臨床医や患者の間では人気があるが、現在の社会神経科学では支持されていない。
彼は現在、神経科学者であり、特に動物と人間の両方に関連する脳神経の反応に関心を寄せている。